# Michel Fliess
 (avril 2013).
Si vous disposez d'ouvrages ou d'articles de référence ou si vous connaissez des sites web de qualité traitant du thème abordé ici, merci de compléter l'article en donnant les références utiles à sa vérifiabilité et en les liant à la section « Notes et références ».
Michel Fliess est directeur de recherche émérite au CNRS et travaille au LIX (Laboratoire d'informatique de l'X) de l’École polytechnique.

## Biographie
- en 1987, il obtient le Prix Monpetit de l’Académie des sciences.

Après une thèse d’état en 1972, sous la direction de M.-P. Schützenberger, portant sur l’informatique théorique, il s’est tourné vers l’automatique à la suite d’une invitation de R.E. Kalman aux États-Unis, en 1973. Il a fourni une approche renouvelée de ce sujet grâce à des outils algébriques originaux.
- en 1991, il a introduit avec J. Lévine, P. Martin et P. Rouchon les systèmes « différentiellement plats », qui permettent une meilleure compréhension de la commande, d’où de nombreuses applications dans les domaines industriels. Il obtient la médaille d’argent du CNRS.[réf. nécessaire]
- En 2002, il a démarré avec H. Sira-Ramirez des recherches sur des méthodes algébriques d’estimation et d’identification. Elles sont aujourd’hui au cœur de l’activité de l’équipe ALIEN (INRIA Futurs), dont il est responsable. Les résultats obtenus, qui jettent une lumière inédite sur bien des questions en automatique, signal et communications, commencent à être mis en œuvre.
- en 2007, le Prix Jacques-Louis-Lions lui est décerné par l'Académie des sciences.
- en octobre 2015, il est distingué par le prix Ampère décerné par l'Académie des sciences.

## Publications
- Un codage non commutatif pour certains systèmes échantillonnés non linéaires. September 1978.
- Remarque sur une variante des systèmes réguliers (ou bilinéaires). October 1978.
- Une théorie fonctionnelle de la réalisation en filtrage multidimensionnel, échantillonné, récurrent. December 1979.
- Variations sur la notion de controlabilité. Juin 2000.
- Michel Fliess, Richard Marquez, Emmanuel Delaleau, Hebertt Sira-Ramírez (2002)  Correcteurs proportionnels-intégraux généralisés ESAIM : Control, Optimization and Calculus of Variations, vol. 7: p. 23-41.
- M Fliess, C Join, M Mboup, H Sira-Ramirez. Vers une commande multivariable sans modèle, Conférence internationale francophone d'automatique (CIFA 2006)

## Ouvrages collectifs
- Mathematical Theory of Networks and Systems, A. EL JAI & M. FLIESS (Éditeurs), Applied Mathematics and Computer Science. Vol. 11. 2001  (ISSN 1641-876X).
- Proceedings of the Fourteenth International Symposium of Mathematical Theory of Networks and Systems : MTNS 2000, A. EL JAI & M. FLIESS (Éditeurs), June 19-23, 2000, Perpignan, France (OCLC 65290907).